# Valnød-familien
Valnød-familien (Juglandaceae) er en forholdsvis lille plantefamilie med ca. 10 slægter og 50 arter. Det er træer med kraftige, i visse tilfælde meget store, finnede blade. Hanblomsterne sidder i korte, kegleformede eller meget lange rakler, mens hunblomster på samme træer oftest er enkeltsiddende. Her omtales kun de slægter, der er repræsenteret ved arter, som er vildtvoksende eller dyrkede i Danmark.
| Slægter |

- Alfaroa
- Alfaropsis
- Annamocarya
- Hickory (Carya)
- Cyclocarya
- Engelhardia
- Valnød (Juglans)
- Oreomunnea
- Platycarya
- Vingevalnød (Pterocarya)
- Rhoiptelea